# CF Fuenlabrada
CF Fuenlabrada is een Spaanse voetbalclub. Thuisstadion is het Estadio Fernando Torres in Fuenlabrada in de autonome regio Madrid. Voorheen speelde de club in La Aldehuela. Het team speelt sinds 2019/20 in de Segunda División A.

## Historie
CF Fuenlabrada wordt opgericht in 1975 en het duurt tot 1986 voordat het verschijnt op het semi-professionele voetbaltoneel. Het komt dan uit in de Tercera División en zal vanaf dat jaar niet meer verdwijnen uit de Spaanse hogere amateur - en profliga's. 
In het seizoen 1993/94 bereikt het voor het eerst de Segunda División B door middel van een tweede plaats en de play-offs. Het seizoen daarvoor was het kampioen geworden, maar werd promotie niet behaald. Gedurende 7 seizoenen komt het op dit niveau uit voordat het degradeert en 2 seizoenen zal verblijven in de Tercera División. 
Via een 3e plaats tijdens het seizoen 2002/03 en de play-offs wordt dan voor de tweede keer de Segunda División B bereikt. Na het vijfde seizoen volgde weer de degradatie.  
Op het einde van het seizoen 2011/12 werd de ploeg kampioen en langs de play-offs werd voor de derde keer de plaats in de Segunda División B herovert.
De ploeg werd op het einde van seizoen 2018/19 voor de eerste keer kampioen van de Segunda División B.  Dankzij de winst in de play-offs tegen Recreativo Huelva, werd voor een unieke gebeurtenis gezorgd. Na winst tegen de andere promoverende kampioen Racing Santander werd ook de eretitel van algemeen kampioen van de Segunda División B 2018/2019 behaald.  
Zo speelde de ploeg vanaf seizoen 2019/20 op het niveau van de Segunda División A.  Na eerst een heel succesvol jaar gekend te hebben, waar met een achtste plaats net de eindronde gemist werd, werd seizoen 2020/21 in de middenmoot op een elfde plaats afgesloten.  Het derde zou ook het laatste seizoen worden.  Na een 1-2 thuisverlies tegen het filiaal van Real Sociedad, was de ploeg op het einde van de negenendertigste wedstrijd van seizoen 2021/22 veroordeeld tot degradatie.

## Gewonnen prijzen
- Tercera División: 1992/93
- Segunda División B : 2011/13, 2018/19

## Eindklasseringen
- 1976 3e
- 1977 2e
3e regionaal
- 1978 12e
3e regionaal
- 1979 11e
3e regionaal
- 1980 4e
3e regionaal
- 1981 10e
2e regionaal
- 1982 1e
2e regionaal
- 1983 8e
1e regionaal
- 1984 4e
1e regionaal
- 1985 4e
1e regionaal
- 1986 2e
1e regionaal
- 1987 18e
Tercera División
- 1988 6e
Tercera División
- 1989 5e
Tercera División
- 1990 2e
Tercera División
- 1991 2e
Tercera División
- 1992 10e
Tercera División
- 1993 1e
Tercera División
- 1994 2e
Tercera División
- 1995 16e
Segunda División B
- 1996 11e
Segunda División B
- 1997 6e
Segunda División B
- 1998 9e
Segunda División B
- 1999 8e
Segunda División B
- 2000 13e
Segunda División B
- 2001 16e
Segunda División B
- 2002 5e
Tercera División
- 2003 3e
Tercera División
- 2004 9e
Segunda División B
- 2005 16e
Segunda División B
- 2006 6e
Segunda División B
- 2007 10e
Segunda División B
- 2008 18e
Segunda División B
- 2009 10e
Tercera División
- 2010 5e
Tercera División
- 2011 8e
Tercera División
- 2012 1e
Tercera División
- 2013 6e
Segunda División B
- 2014 6e
Segunda División B
- 2015 12e
Segunda División B
- 2016 11e
Segunda División B
- 2017 3e
Segunda División B
- 2018 3e
Segunda División B
- 2019 1e
Segunda División B
- 2020 8e
Segunda División
- 2021 11e
Segunda División
- 2022 21e
Segunda División
- 2023 11e
Primera Federación
- 2024 14e
Primera Federación
- 2025 16e
Primera Federación

- Segunda División
- Primera Federación
- Segunda División B
- Tercera Federación
- 1e regionaal
- 2e regionaal
- 3e regionaal

## Overzicht
| Seizoen | Competitie         | Positie     | Resultaat                     | Beker deelname |
| ------- | ------------------ | ----------- | ----------------------------- | -------------- |
| 1975/76 | 3de Categorie      | 3de plaats  | Stijgt naar Preferent         | Nee            |
| 1976/77 | 3de Preferente     | 2de plaats  | Behoud                        | Nee            |
| 1977/78 | 2de Categorie      | 12de plaats | Behoud                        | Nee            |
| 1978/79 | 2de Categorie      | 11de plaats | Behoud                        | Nee            |
| 1979/80 | 2de Categorie      | 4de plaats  | Promotie                      | Nee            |
| 1980/81 | 1ste Categorie     | 10de plaats | Behoud                        | Nee            |
| 1981/82 | 1ste Categorie     | Kampioen    | Promotie                      | Nee            |
| 1982/83 | Preferente         | 8ste plaats | Behoud                        | Nee            |
| 1983/84 | Preferente         | 4de plaats  | Behoud                        | Nee            |
| 1984/85 | Preferente         | 4de plaats  | Behoud                        | Nee            |
| 1985/86 | Preferente         | 2de plaats  | Promotie                      | Nee            |
| 1986/87 | Tercera División   | 18de plaats | Behoud                        | Nee            |
| 1987/88 | Tercera División   | 6de plaats  | Behoud                        | Nee            |
| 1988/89 | Tercera División   | 5de plaats  | Behoud                        | Nee            |
| 1989/90 | Tercera División   | 2de plaats  | Behoud                        | Nee            |
| 1990/91 | Tercera División   | 2de plaats  | Behoud                        | 2de Ronde      |
| 1991/92 | Tercera División   | 10de plaats | Behoud                        | 2de Ronde      |
| 1992/93 | Tercera División   | Kampioen    | Behoud                        | Nee            |
| 1993/94 | Tercera División   | 2de plaats  | Promotie                      | Nee            |
| 1994/95 | Segunda División B | 16de plaats | Play down, behoud             | 2de Ronde      |
| 1995/96 | Segunda División B | 11de plaats | Behoud                        | Nee            |
| 1996/97 | Segunda División B | 6de plaats  | Behoud                        | Nee            |
| 1997/98 | Segunda División B | 9de plaats  | Behoud                        | Nee            |
| 1998/99 | Segunda División B | 8ste plaats | Behoud                        | Nee            |
| 1999/00 | Segunda División B | 13de plaats | Behoud                        | Nee            |
| 2000/01 | Segunda División B | 16de plaats | Play down, degradatie         | Nee            |
| 2001/02 | Tercera División   | 5de plaats  | Behoud                        | Nee            |
| 2002/03 | Tercera División   | 3de plaats  | Promotie                      | Nee            |
| 2003/04 | Segunda División B | 9de plaats  | Behoud                        | Nee            |
| 2004/05 | Segunda División B | 16de plaats | Behoud                        | Nee            |
| 2005/06 | Segunda División B | 6de plaats  | Behoud                        | Nee            |
| 2006/07 | Segunda División B | 10de plaats | Behoud                        | 2de Ronde      |
| 2007/08 | Segunda División B | 18de plaats | Behoud                        | Nee            |
| 2008/09 | Tercera División   | 10de plaats | Behoud                        | Nee            |
| 2009/10 | Tercera División   | 5de plaats  | Behoud                        | Nee            |
| 2010/11 | Tercera División   | 8ste plaats | Behoud                        | Nee            |
| 2011/12 | Tercera División   | Kampioen    | Promotie                      | Nee            |
| 2012/13 | Segunda División B | 6de plaats  | Behoud                        | 1ste Ronde     |
| 2013/14 | Segunda División B | 6de plaats  | Behoud                        | 2de Ronde      |
| 2014/15 | Segunda División B | 12de plaats | Behoud                        | 2de Ronde      |
| 2015/16 | Segunda División B | 11de plaats | Behoud                        | Nee            |
| 2016/17 | Segunda División B | 3de plaats  | Play off, behoud              | Nee            |
| 2017/18 | Segunda División B | 3de plaats  | Play off, behoud              | 1/32 finale    |
| 2018/19 | Segunda División B | Kampioen    | Algemeen kampioen en promotie | 2de Ronde      |
| 2019/20 | Segunda División A |             |                               | 2de Ronde      |

## Nederlandse spelers
- Dyron Daal
- Vincent Weijl